# Língua wainumá-mariaté
O wainumá (ou wainambɨ) e o marieté constituem duas variedades de uma língua extinta da família linguística arawak falada na Colômbia.
Alguns vocabulários do wainumá foram recolhidos por Spix e Martius em 1820, por Johann Natterer em 1832, e por Alfred Russel Wallace em 1851. Umas palavras mariaté foram recolhidas por Spix e Martius em 1820.

## Vocabulário
Correspondências lexicais entre o wainumá e o mariaté (Ramirez 2019: 495; 2020: 157-158):
| Português       | Wainumá             | Mariaté       |
| --------------- | ------------------- | ------------- |
| sobrancelha     | -tʃene              | -tʃene        |
| unha            | -tʃʊ(h)tabi         | -tʃʊtabi      |
| coxa            | -tʃʊki              | -tʃʊki        |
| joelho          | -tsiʊta             | -tsíʊta       |
| braço           | -bedʊ               | -bedʊ         |
| dia             | amarai              | amarai-ri     |
| pedra           | pisii               | pisii         |
| grande          | ekʲʊri              | ekʊri         |
| muito           | atápʊi              | atapʊi        |
| preto           | tʃári-ri            | tʃari-ri      |
| morrer          | heritsia-ba-ri-baba | eitsiari-baba |
| um              | apá-keri            | apá-keri      |
| dois            | matʃama             | metʃema       |
| tatu            | tʃee                | tʃée          |
| caititu         | kapéna              | kapéna        |
| onça-pintada    | tʃáabi              | tʃaabi        |
| zogue-zogue     | bakʊ́i               | bakʊi         |
| macaco-da-noite | mʊkʊri              | mʊkʊri        |
| ave (genérico)  | sibéni              | sibeni-áni    |
| garça           | pimii               | pimii         |
| mutum           | pítʃaka             | pítʃaka       |
| urubu           | batʃʊhri            | batʃʊ́ri       |
| arara-amarela   | karʊ                | kárʊ          |
| papagaio        | tʃʊra               | tʃʊ́ra         |
| periquito       | tsiríka             | tʃirikʲe      |
| saracura        | kʊʊtere             | kʊʊntere      |
| cobra-coral     | ʊi                  | ʊi            |
| jararaca        | ipítsi              | ipisi         |
| jabuti          | ekʲʊtʊ́ekʲʊ́tʊ        |               |
| tartaruga       | ipʊ́ri               | epʊ́ri         |
| acará           | tʃʊteh              | ʃʊte          |
| piranha         | ipʊ́ma               | ipʊ́ma         |
| mutuca          | hitʃépe             | itʃepe        |
| salsaparrilha   | kʊrebiti            | kʊrebiti      |
| milho           | pekʲa, beka         | pékʲe         |
| curare          | haapa-hri           | haápa-ri      |
| faca            | baá                 |               |
| demônio         | tʃaka-minisi        | tʃʊka-minisi  |

## Comparação lexical
Comparação lexical entre o wainumá-mariaté e o baniwa-koripako (Ramirez 2020: 159):
| Português         | Wainumá-Mariaté   | Baniwa-Koripako  |
| ----------------- | ----------------- | ---------------- |
| cabeça            | -V(h)bida         | -hiwida          |
| perna             | -kaba             | -kawa            |
| ovo               | -heebe            | -eewhe           |
| onça              | tʃaabi            | jaawi            |
| estrela           | hibitʃi ~ hibidʒi | hiwiɻhi          |
| amarelo           | eba               | eewa             |
| comprido          | bia               | wia              |
| 1pl               | ba-               | wa-              |
| noite             | dapi              | deepi            |
| remar             | -dena             | -denaa           |
| pato              | kʊmada            | kʊʊmada          |
| dia, céu          | heekʲʊ            | heekʊ-api        |
| dentro            | -rikʲʊ            | -ɺikʊ            |
| jupará            | kʊʔsi             | kʊʊt̪i-ʊ          |
| orelha            | ʊʔbi              | ʊwi (piapoco)    |
| folha             | aʔapana           | aabana (piapoco) |
| ouvir             | -ehma             | -hima            |
| sexo              | -ijhi             | -iijhi           |
| anta              | ehma              | heema            |
| cutia             | pihtsi            | phiitʃi          |
| gordura           | -iisi             | -iit̪i            |
| casa              | panisi            | panit̪i           |
| tamanduá-bandeira | sarʊ              | t̪aaɻʊ            |
| capivara          | kesʊ              | keet̪ʊ            |
| cutia             | pihtsi            | phiitʃi          |
| mutum             | kʊitsi            | kʊitʃi           |
| 3SG.M (ele)       | ri-               | ɺi-              |
| verde             | hipʊre            | hipʊɺe           |
| lua               | ke(e)ri           | keeɺi            |
| 3SG.F (ela)       | rʊ-               | ɻʊ-              |
| sangue            | -ira              | -iiɻa            |
| jacu              | marai             | maɻe             |
| nós               | paa               | whaa             |
| chuva             | eitʃa             | iija             |
| alto              | tʃinʊni           | jenʊni           |
| queixada          | apitʃa            | aapija           |
| onça              | tʃaabi            | jaawi            |

Algumas regras de correspondências fônicas entre o wainumá-mariaté e o baniwa-koripako (Ramirez 2020: 159):
| Wainumá-Mariaté     | Baniwa-Koripako |
| ------------------- | --------------- |
| b                   | w               |
| d                   | d               |
| kʲ (depois de i, e) | k               |
| ʔ                   | Ø               |
| h                   | h               |
| s                   | t̪               |
| ts                  | tʃ              |
| r                   | ɺ               |
| r                   | ɻ               |
| tʃ                  | j               |
| p                   | wh              |